# Vlag van West Maas en Waal

Vlag van de gemeente West Maas en Waal

De vlag van West Maas en Waal is op 30 mei 1985 vastgesteld als de gemeentelijke vlag van de Gelderse gemeente West Maas en Waal. De beschrijving van de vlag luidt als volgt:
Vijf golvende banen, wit, blauw, wit blauw, enz. waarover een gele baan, gaande van de bovenzijde naar de onderzijde en ter lengte van 1/3 van de lengte van de vlag waarop een dubbele zwarte adelaar, waarvan de hoogte gelijk is aan 1/2 van de hoogte van de vlag.
De vlag is afgeleid van het gemeentewapen.

## Verwante afbeelding

Wapen van West Maas en Waal

Aalten ·
Apeldoorn ·
Arnhem ·
Barneveld ·
Berg en Dal ·
Berkelland ·
Beuningen ·
Bronckhorst ·
Brummen ·
Buren ·
Culemborg ·
Doesburg ·
Doetinchem ·
Druten ·
Duiven ·
Ede ·
Elburg ·
Epe ·
Ermelo ·
Harderwijk ·
Hattem ·
Heerde ·
Heumen ·
Lingewaard ·
Lochem ·
Maasdriel ·
Montferland ·
Neder-Betuwe ·
Nijkerk ·
Nijmegen ·
Nunspeet ·
Oldebroek ·
Oost Gelre ·
Oude IJsselstreek ·
Overbetuwe ·
Putten ·
Renkum ·
Rheden ·
Rozendaal ·
Scherpenzeel ·
Tiel ·
Voorst ·
Wageningen ·
West Betuwe ·
West Maas en Waal ·
Westervoort ·
Wijchen ·
Winterswijk ·
Zaltbommel ·
Zevenaar ·
Zutphen